# Medina (musikgrupp)
För den danska sångerskan, se Medina (sångare).
Medina är en svensk duo, bestående av Sam-E (Sami Daniel Rekik) och Alibrorsh även Alibi (Ali Jammali). De är uppvuxna i Stockholm och Östersund men har rötter i Tunisien.

## Historik
Under 2002 träffades duon för första gången under en spelning i Knivsta och har sedan dess arbetat tillsammans. Kort efter deras första möte bjöd Rekik in Jammali till sin studio i Stockholm för att spela in en låt. En låt blev till ett helt mixtape och gruppen Medina hade bildats. Medina betyder "stad” på arabiska.
Båda har sedan tonåren arbetat med musik och inspirerats av olika artister såsom Jay-Z, Ludacris, Magic System, Cheb Khaled och Swedish House Mafia. Duon var tidigt överens om att skapa ett unikt sound och kallar sin genre för "Haffla Music", en blandning av reggaeton, hiphop, rai, house, pop och dancehall. "Haffla" betyder fest på arabiska och är det Medina vill förmedla.
År 2003 släppte Medina sin första singel “Magdansös” som spelades i både radio och TV.
Första albumet “Fullblod” släpptes av skivbolaget Devrim, ett dotterbolag till Warner Music. 
År 2007 bestämde sig duon för att starta det egna produktionsbolaget  “State crown” som de drivit tillsammans sedan dess.
År 2012 släppte de albumet Hayat och hamnade i listor på Spotify och Itunes. Singeln "Där palmerna bor" sålde dubbel platina och har spelats på flera radiokanaler. År 2012 släpptes även singeln Sann romans.
I juni 2013 släpptes första singeln "Miss Decibel" från albumet "Sista Minuten". Miss Decibel blev utvald till 2013 års sommarplåga. I april 2014 släpptes singeln "Se på mig nu" som gick in på Digilistan 4 maj och Sverigetopplistan 9 maj.
Sommaren 2018 skrev skivbolaget Warner Music i ett pressmeddelande att Medina lägger ner. Duon har själva berättat att samarbetet skar sig och att de efter splittringen inte talade med varandra på flera år.
Efter att Medina återförenats tävlade de i Melodifestivalen 2022 med sången "In i dimman" som de skrivit tillsammans med Dino Medanhodzic och Jimmy Thörnfeldt. Bidraget som tävlade i den fjärde deltävlingen gick vidare direkt till final. Duon har även skrivit låten Bluffin åt Liam Cacatian Thomassen (även känd som Liamoo), som tävlade samma år och även det bidraget direktkvalificerade sig till finalen. "In i dimman" slutade på en tredjeplats i finalen, medan "Bluffin" slutade fyra.
Medina tävlade återigen i Melodifestivalen 2024 med låten "Que Sera" som de skrivit tillsammans med Anderz Wrethov och Jimmy Thörnfeldt. Bidraget slutade på en andra plats i finalen efter vinnaren "Unforgettable" med Marcus & Martinus.

## Album
- 2003: Rumble In Fiskayet (Mixtape)
- 2004: Fullblod (Album)
- 2005: Varsågod de e gratis, Vol 1 (Mixtape)
- 2007: 7 dar (Album)
- 2008: Mosh Normal (Tunisiskt album)
- 2009: Varsågod de e gratis, Vol 2 (Mixtape)
- 2010: Haffla Music, Vol 1 (Mixtape)
- 2010: Varsågod de e gratis, Vol 3 (Mixtape)
- 2011: Varsågod de e gratis, Vol 4 (Mixtape)
- 2011: Haffla Music, Vol 2 (Mixtape)
- 2012: Svarta Tårar (Mixtape)
- 2012: Hayat (Album)
- 2013: Sista Minuten (Album)
- 2015: Haffla Avenyn (Album)

## Singlar
- Magdansös
- Zid Emchi (Fortsätt gå)
- Hoodsfred
- Mahleha (vacker)
- Sagoland
- Så fin
- Magi
- Förbjuden frukt
- Allez
- Sann romans
- Miss decibel
- Yalla kompis
- Doga Doga Ft Arash
- Se på mig nu
- Tills vi koolar
- Haffla avenyn
- En minut baba
- Kombi
- Där palmerna bor
- Generation 90
- Vapenvila Ft Dani M
- En gång till